# Sharon Needles
Sharon Needles, född 28 november 1981, är en amerikansk dragqueen och artist. Hon beskriver sig själv som "korkat geni, smädad sötnos, och PBR-prinsessa," Needles blev känd genom fjärde säsongen av Logos realityteve-tävling RuPauls dragrace, där hon snabbt blev en av tittarnas favoriter och tog sig igenom tävlingen för att till slut vinna och krönas som "America's Next Drag Superstar" i april 2012.

## Uppväxt
Sharon Needles föddes som Aaron Coady den 28 november 1981 i Newton, Iowa. Sharon har öppet och upprätt berättat om sin barndom när hon växte upp i Iowa och de svårigheter han mött med trakasserier och mobbning baserade på homofobi och för att han var en outsider. Detta fick Aaron att hoppa av skolan innan hon gått ut high school. År 2004 flyttade Needles till Pittsburgh, Pennsylvania, där hon började jobba som professionell dragshowartist på nattklubbar och andra lokaler med drag-truppen "the Haus of Haunt", en formation som Needles beskriver som "en punkrock, rörig mash-up av väldigt begåvade, förstörda weirdos."

## Diskografi
- PG-13 (2013)

## Filmografi
| År   | Titel                        | Roll                 | Kommentar                                                   |
| ---- | ---------------------------- | -------------------- | ----------------------------------------------------------- |
| 2012 | RuPauls dragrace             | Sig själv (tävlande) | Vinnare                                                     |
| 2012 | RuPaul's Drag Race: Untucked | Sig själv            |                                                             |
| 2012 | RuPaul's Drag U              | Sig själv            |                                                             |
| 2013 | Watch What Happens: Live     | Sig själv            | Säsong 9, Avsnitt 67: "Laura Linney & John Benjamin Hickey" |
| 2013 | She's Living for This        | Sig själv            | Säsong 2, Avsnitt 1                                         |